# 长跳甲属
长跳甲属（学名：Liprus）为金花虫科的一个属。

## 下属物种
本属包括以下物种：
- 双行玉簪跳甲 Liprus geminatus Chen et Wang
- Liprus nuchalis Gressitt & Kimoto, 1963